# Astragalus consobrinus
Astragalus consobrinus là một loài thực vật có hoa trong họ Đậu. Loài này được (Barneby) S.L.Welsh miêu tả khoa học đầu tiên.